# Passalora dissiliens
Passalora dissiliens är en svampart som först beskrevs av Duby, och fick sitt nu gällande namn av U. Braun & Crous 2003. Passalora dissiliens ingår i släktet Passalora och familjen Mycosphaerellaceae.   Inga underarter finns listade i Catalogue of Life.

## Bildgalleri

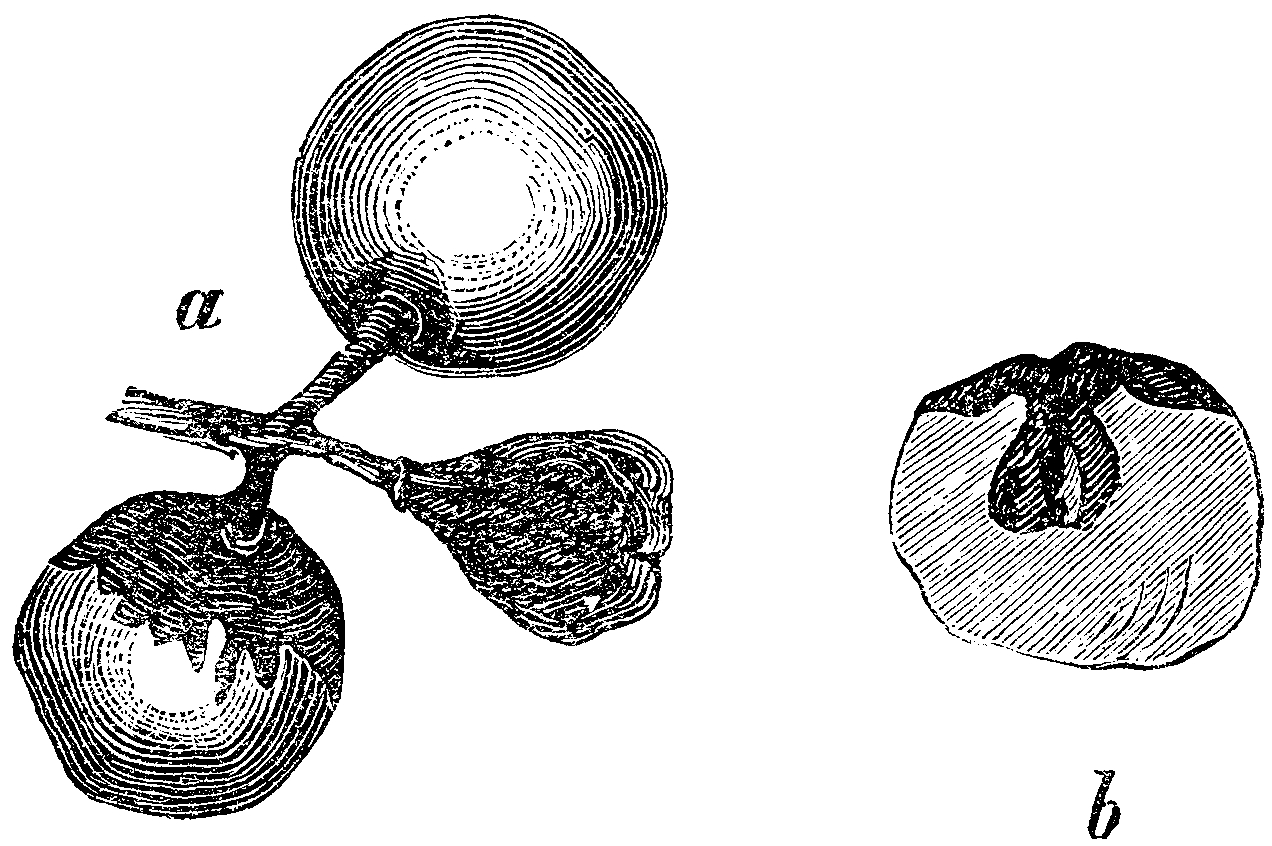